# Yeste

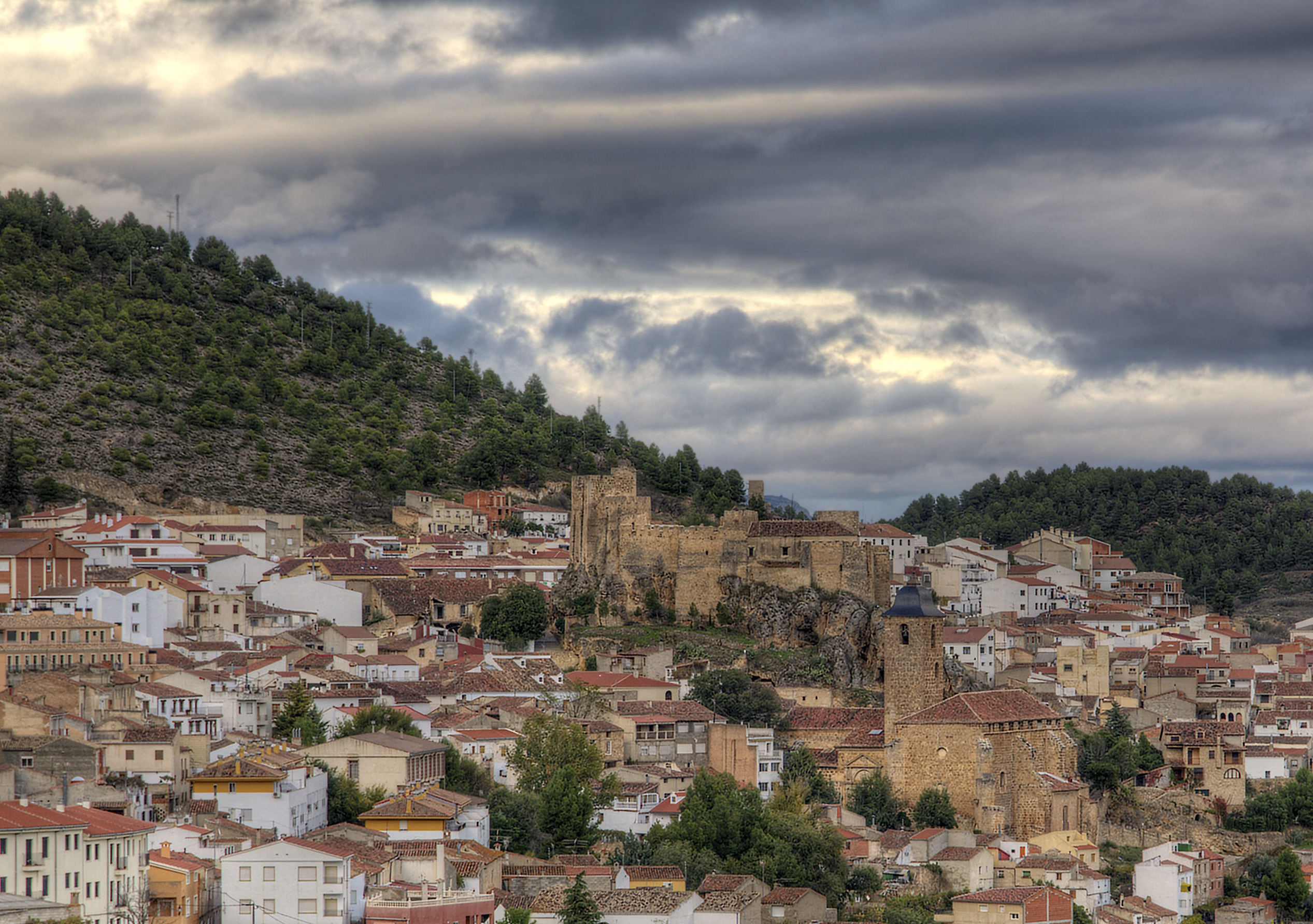

Yeste est une commune d'Espagne de la province d'Albacete dans la communauté autonome de Castille-La Manche.

## Géographie
Yeste est située à 49 km au Nord-Ouest de Caravaca de la Cruz, la plus grande ville des environs. Elle est entourée par les communes Molinicos, Letur et Riópar.

## Administration
| Période                                  | Période | Identité | Étiquette | Qualité |
| ---------------------------------------- | ------- | -------- | --------- | ------- |
|                                          |         |          |           |         |
| Les données manquantes sont à compléter. |         |          |           |         |